# Маріна Скверчаті
Маріна Скверчаті (англ. Marina Squerciati; нар. 30 квітня 1984, Нью-Йорк, США) — американська акторка. Найбільш відома за роллю Кім Берджесс в телесеріалі «Поліція Чикаго».

## Раннє життя
Маріна Скверчаті народилася в Нью-Йорку і має італійське походження. Вона є донькою академіка та письменниці Марі Скверчаті. У 2003 році вона закінчила Північно-Західний університет зі ступенем бакалавра театрального мистецтва

## Кар'єра

### Театральна робота
За свою роботу в театрі Скверчаті отримала нагороду Агнес Мурхед за виконання ролі Джуді Холлідей у небродвейській п'єсі Just In Time: The Judy Holliday Story в театрі Люсіль Лортел. Скверчаті дебютувала на Бродвеї в адаптації п'єси Ернста Любіча «Бути чи не бути» у постановці лауреата премії «Тоні» Кейсі Ніколоу. За межами Бродвею вона знялася у фільмах «Маніпуляція», «Краса батька» та інших. Скверчаті виконала роль «Керрі Тейлор» у музичній комедії a cappella Perfect Harmony і була учасником The Essentials.

### Кіно і телебачення
У 1993 році Скверчаті з'явивилася у фільмі «Лускунчик» режисера Еміля Ардоліно. У 2009 році вона дебютувала в повнометражному кіно у фільмі «Це складно». У 2012 році вона знялася у фільмах Alter Egos і Frances Ha. Вона також зіграла головну роль в інді-фільмі «Іскри» за коміксом «Іскри» Вільяма Кетта.
Її телевізійний дебют відбувся в серіалі «Закон і порядок: Злочинні наміри» в 2009 році. Після появи в гостьових ролях у The Good Wife, Damages, Blue Bloods і Law & Order: Special Victims Unit у 2010 та 2011 роках, вона привернула увагу восени 2011 року у 8-серійній арці п'ятого сезону Gossip Girl. У 2013 році вона зіграла роль радянської шпигунки в серіалі FX «Американці».
У серпні 2013 року було оголошено, що Скверчаті було обрано на роль офіцера Кім Берджесс у спін-оффі Chicago Fire. Прем'єра серіалу відбулася 8 січня 2014 року Прем'єра сьомого сезону відбулася 25 вересня 2019 року, а 27 лютого 2020 року NBC оголосила, що шоу продовжено на 8, 9 і 10 сезони.

## Особисте життя
Скверчаті одружена з Елі Кей-Оліфант, адвокатом.
15 лютого 2017 року Скверчаті оголосила про свою вагітність у Twitter; в травні народила дочку. 31 грудня 2024 року Скерчіаті оголосила про свою другу вагітність через Instagram ; вона народила дитину у 2024 році.
У вересні 2019 року в судових документах стверджувалося, що Скверчаті була дитиною покійного фінансиста Джона Р. Якобсона (який також був батьком актриси Меггі Вілер), і хоча її нібито обіцяли вказати в заповіті магната, для неї не було передбачено жодного забезпечення. Підтверджуючі документи свідчать про те, що Якобсон оплачував няню Скверчаті, аліменти та навчання Скверчаті в Далтоні та Північно-Західному університеті.

## Фільмографія

### Фільми
| рік      | Назва                         | Роль               | Примітки              |
| -------- | ----------------------------- | ------------------ | --------------------- |
| 1993 рік | Лускунчик                     | Мишка / Полішинель |                       |
| 2006 рік | Тримайте                      |                    | Короткий фільм        |
| 2009 рік | Це складно                    | Мелані             |                       |
| 2012 рік | Альтер Его                    | Доктор Сара Белла  |                       |
| 2012 рік | Френсіс Ха                    | Офіціантка в клубі |                       |
| 2013 рік | Іскри                         | Світанок           |                       |
| 2013 рік | Нічні переїзди                | ADR Голос          |                       |
| 2013 рік | Хмарно, можливі фрикадельки 2 | Додаткові голоси   | Роль голосу           |
| 2014 рік | Прогулянка серед надгробків   | Господиня          | Не зазначений         |
| 2017 рік | Маршалл                       | Стелла Фрідман     |                       |
| 2017 рік | Центральний парк              | Меліса Шоу         |                       |
| TBA      | Верховний Правитель           | TBA                | Попереднє виробництво |

### Телебачення
| рік                    | Назва                                     | Роль                              | Примітка                                 |
| ---------------------- | ----------------------------------------- | --------------------------------- | ---------------------------------------- |
| 2009 рік               | Закон і порядок: злочинні наміри          | Бетсі Нейлор                      | Епізод: "Революція"                      |
| 2010 рік               | Хороша дружина                            | Шеріл Вілленс                     | Епізод: "Infamy"                         |
| 2010 рік               | Збитки                                    | Молода Енн Коннел                 | Епізод: «Скажи мені, що я не расист»     |
| 2011 рік               | Блакитна кров                             | Кемерон Свонсон                   | Епізод: "Модельна поведінка"             |
| 2011, 2015 роки        | Закон і порядок: Спеціальний відділ жертв | Енні Мейерс / Офіцер Кім Берджесс | Роль гостя; 2 епізоди                    |
| 2011–2012 роки         | Пліткарка                                 | Алессандра Стіл                   | Повторювана роль; 8 серій                |
| 2013 рік               | Американці                                | Ірина Семенова                    | Епізод: "Обов'язок і честь"              |
| 2014–по теперішній час | Поліція Чикаго                            | Офіцер Кім Берджесс               | Головна роль; 158 серій                  |
| 2014–по теперішній час | Пожежники Чикаго                          | Офіцер Кім Берджесс               | Роль гостя; 21 епізод                    |
| 2015–по теперішній час | Медики Чикаго                             | Офіцер Кім Берджесс               | Роль гостя; 6 серій                      |
| 2017 рік               | Чиказька юстиція                          | Офіцер Кім Берджесс               | Епізод: "Принцип невизначеності"         |
| 2017 рік               | Спеціальні навички                        | Маріна                            | Головна роль; 5 серій, також письменниця |